# Notre charge apostolique
Notre charge apostolique (Náš apoštolský příkaz) je encyklika vyhlášená papežem sv. Piem X. 15. srpna 1910, která se zabývala tzv. sillonským hnutím.
Papež přes počáteční sympatie k hnutí, které se zabývalo sociální otázkou a jehož členy byli i kněží a seminaristé, odsoudil jeho snahu o rovnost. Papež zdůrazňuje, že katolický pohled na sociální spravedlnost bere v potaz chudé i bohaté a považuje zmíněné hnutí za utopické, nekatolické a nakonec vedoucí k bezpráví.